# Die Rothausgasse
Die Rothausgasse (en español, traducible como el callejón verde) es una película muda de 1928 alemana, dirigida por Richard Oswald y protagonizanda por Grete Mosheim, Gustav Fröhlich y Marija Leiko. La película fue hecha por la rama alemana de Universal Pictures y estuvo basada en la novela Der heilige Skarabäus por Else Jerusalem. Fue rodada en el Staaken Studios en Berlín. La dirección de arte fue supervisada por Gustav A. Knauer y Willy Schiller.

## Reparto
- Grete Mosheim como Milada Rezek
- Gustav Fröhlich como Gustav Brenner
- Marija Leiko como Katherina Rezek
- Más Heims como Frau Goldschneider
- Camilla von Hollay como Fritzi, la ama de casa
- Hilde Jennings como Helenka
- Paul Otto como el Dr. Brenner
- Oskar Homolka como Dr. Horner
- Betty Astor como Miladas Freundin
- Lotte Stein
- Hermann Picha
- Hans Brausewetter